# Prionolabis kunimiana
Prionolabis kunimiana är en tvåvingeart som först beskrevs av Alexander 1969.  Prionolabis kunimiana ingår i släktet Prionolabis och familjen småharkrankar. Inga underarter finns listade i Catalogue of Life.